# حسن سامي التتار
حسن سامي بن حسين العمر التتار، (1894-1981)، قاضي وحقوقي وسياسي عراقي، شغل عدة مناصب قضائية وتولى منصب وزير العدل في عهد المملكة العراقية، انتخب نائبا عن خانقين في مجلس النواب العراقي في شهر فبراير 1951، لكنه عين رئيسا لمحكمة التمييز في 16 يوليو1951، فتخلى عن الوزارة والنيابة وظل رئيسا للمحكمة إلى شهر أغسطس من عام 1958.

## ولادته ونشأته
ولد حسن سامي في بغداد عام 1312هـ /1894، اسمه مركب (حسن سامي)، والتتار لقب تركي لصاحب البريد، كان جده عمر آغا ملما بعلم الهيئة القديم، وهو ابن عثمان بن عارف بن بكر. أما أبوه حسين بك فكان يشغل منصب رئيس اللوازم العسكرية. درس دراسته الأولية في مدارس بغداد والتحق بمدرسة الحقوق ولم يكملها لنشوب الحرب العالمية الأولى، فجند برتبة ضابط احتياط في جيش الدولة العثمانية، واشترك في المعارك ووقع في أسر الجيش البريطاني في آذار / مارس 1917، بعد سقوط بغداد فنفي إلى الهند ، عاد حسن سامي من منفاه بعد الهدنة إلى بغداد، وواصل دراسته وتخرج في مدرسة الحقوق عام 1921.

## المناصب والأعمال
عين معاون حاكم في صلح بغداد في شهر سبتمبر/أيلول 1921. ثم عين حاكما لصلح بغداد والكرادة والكاظمية، وبعدها شغل منصب المدعي العام في بغداد في 25 ديسمبر/كانون الأول 1925، ثم حاكما في محكمة الجزاء، ونقل إلى منصب المفتش العدلي عام 1930، فمديراً للسجون في يوليو/تموز 1931، وأعيد إلى القضاء نائبا لرئيس محكمة بداءة ديالى في يوليو/ تموز 1932، فحاكم جزاء بغداد في سبتمبر/ أيلول 1934، ثم عين عضوا في محكمة التمييز عام 1937، فنائب رئيسها عام 1946، وبعدها شغل منصب وزير العدلية من 5 فبراير/ شباط 1950، إلى غاية 5 أغسطس/آب 1950، وانتخب نائبا عن خانقين في شهر فبراير/شباط 1951، لكنه عين رئيسا لمحكمة التمييز في 16 يوليو/تموز 1951، فتخلى عن الوزارة والنيابة وظل رئيسا للمحكمة إلى شهر أغسطس/آب من عام 1958.

## وفاته
توفى حسن سامي في بغداد عام 1401هـ / 1981م.